# Melle van Gemerden
Melle van Gemerden (* 9. Mai 1979 in Amsterdam) ist ein ehemaliger niederländischer Tennisspieler.

## Karriere
Melle van Gemerden spielte bis 2008 regelmäßig bei Turnieren der ATP Challenger Tour und der ITF Future Tour sowohl in der Einzel- als auch in der Doppelkonkurrenz. Vereinzelt spielte er auch auf der ATP World Tour und erreichte 2006 die zweite Runde bei den Wimbledon Championships, wo er letztlich an Mardy Fish scheiterte. Insgesamt konnte er bislang einen Einzel- und drei Doppelsiege auf der Challenger Tour feiern. Von 2009 bis 2013 bestritt er keine einzige Partie mehr auf der Tour. In der Saison 2014 spielte er jedoch wieder an der Seite seines Landsmannes Thiemo de Bakker bei den US Men’s Clay Court Championships in Houston, scheiterte aber bereits in der ersten Runde.
In den Jahren 2005 und 2006 nahm er jeweils am Davis Cup für die niederländische Davis-Cup-Mannschaft teil, verlor jedoch alle seine vier Spiele.

## Erfolge
| Legende (Anzahl der Siege)  |
| Grand Slam                  |
| ATP World Tour Finals       |
| ATP World Tour Masters 1000 |
| ATP World Tour 500          |
| ATP World Tour 250          |
| ATP Challenger Tour (4)     |

### Einzel

#### Turniersiege
| Nr. | Datum         | Turnier      | Belag | Finalgegner     | Ergebnis |
| --- | ------------- | ------------ | ----- | --------------- | -------- |
| 1.  | 10. Juli 2005 | Scheveningen | Sand  | Kristof Vliegen | 6:4, 6:3 |

### Doppel

#### Turniersiege
| Nr. | Datum           | Turnier   | Belag | Partner                | Finalgegner                   | Ergebnis      |
| --- | --------------- | --------- | ----- | ---------------------- | ----------------------------- | ------------- |
| 1.  | 25. Juli 2004   | Hilversum | Sand  | Fred Hemmes            | Attila Sávolt Gabriel Trifu   | 7:63, 7:63    |
| 2.  | 22. August 2004 | Samarqand | Sand  | Jean-François Bachelot | Sebastian Fitz Florin Mergea  | 6:2, 3:6, 6:1 |
| 3.  | 28. August 2005 | Manerbio  | Sand  | Rogier Wassen          | Daniel Köllerer Oliver Marach | 6:3, 6:4      |